# Fantom az éjszakában
A Fantom az éjszakában (eredeti cím: Nighthawks) 1981-ben bemutatott amerikai neo-noir bűnügyi akcióthriller, melyet Bruce Malmuth rendezett, zenéjét Keith Emerson szerezte. A főbb szerepekben Sylvester Stallone, Billy Dee Williams, Lindsay Wagner, Persis Khambatta, Nigel Davenport és Rutger Hauer látható. Ez volt a később a műfaj ikonjává váló Stallone első akciófilmes szerepe.
Az Amerikai Egyesült Államokban 1981. április 10-én mutatták be a mozikban az Universal Pictures forgalmazásában. A kritikai visszajelzések többnyire pozitívak voltak és a jegypénztáraknál is jól teljesített.

## Cselekmény
A film két New York-i rendőrről szól, akiket megbíznak a városba érkező nemzetközi terroristák megtalálásával és ártalmatlanná tételével.

## Szereplők
| Színész            | Szerep                            | Magyar hang        | Magyar hang     | Magyar hang    |
| Színész            | Szerep                            | 1. szinkron (1985) | 2. szinkron     | 3. szinkron    |
| ------------------ | --------------------------------- | ------------------ | --------------- | -------------- |
| Sylvester Stallone | Deke DaSilva őrmester             | Csernák János      | Szakácsi Sándor | Juhász György  |
| Billy Dee Williams | Matthew Fox őrmester              | Székhelyi József   | Jakab Csaba     | Kálid Artúr    |
| Lindsay Wagner     | Irene DaSilva                     | Andai Györgyi      | Kökényessy Ági  | Frajt Edit     |
| Persis Khambatta   | Shakka Holland / Shakka Kapoor    | Szerencsi Éva      | Spilák Klára    | Varga Klári    |
| Nigel Davenport    | Peter Hartman felügyelő           | Mádi Szabó Gábor   | Szokolay Ottó   | Fülöp Zsigmond |
| Rutger Hauer       | Heymar "Wulfgar" Reinhardt / Eric | Hegedűs D. Géza    | Trokán Péter    | László Zsolt   |
| Hilary Thompson    | Pam                               | Balogh Erika       | Simorjay Emese  | Solecki Janka  |
| Joe Spinell        | Munafo hadnagy                    | Szersén Gyula      | Melis Gábor     | Sörös Sándor   |

## Fogadtatás

### Bevételi adatok
A bemutató hétvégén a film bevétele az észak-amerikai mozikban 2,5 millió dollár volt. Ezzel a 2. helyezést érte el az Excalibur mögött. Végül az 5 milliós költségvetésből készült film Észak-Amerikában 14,9 millió, összesen pedig 19,6 millió dolláros bevételt termelt.

### Kritikai visszhang
A Fantom az éjszakában pozitív kritikákat kapott. A Rotten Tomatoes weboldalon 24 értékelést összegezve 71%-on áll. A Variety magazin kritikájában „izgalmas rendőrös-gyilkosos történetnek” nevezték, melynek a végkimenetele is meglepő és kielégítő. Janet Maslin, a The New York Times-ban írt cikkében méltatta Rutger Hauer filmbéli alakítását.
Richard Schickel a Time magazinban ugyanakkor élesen bírálta a rendezést és a forgatókönyvet, hiányolva a filmből a szellemességet és az újszerűséget.

## Fordítás
- Ez a szócikk részben vagy egészben  a   Nighthawks (1981 film) című angol Wikipédia-szócikk fordításán alapul.  Az eredeti cikk szerkesztőit annak laptörténete sorolja fel. Ez a jelzés csupán a megfogalmazás eredetét és a szerzői jogokat jelzi, nem szolgál a cikkben szereplő információk forrásmegjelöléseként.